# Jayhawker
Jayhawkers è un termine coniato durante la guerra di secessione americana nel cosiddetto Bleeding Kansas per definire le bande di miliziani affiliati con i nordisti. Al contrario i guerriglieri schierati con la Confederazione erano definiti Bushwhackers. 
Attualmente vengono definiti Jayhawker gli abitanti del Kansas.

## Origine del termine
L'origine del termine Jayhawker è incerta ma probabilmente venne utilizzato per la prima volta durante la rivoluzione americana per descrivere un gruppo associato con il patriota americano John Jay.

## Influenza nella cultura di massa
Josey Wales, il personaggio interpretato dall'attore Clint Eastwood nel film Il texano dagli occhi di ghiaccio (The Outlaw Josey Wales) del 1976 decise di aderire alla causa della Confederazione dopo che il fanatico capitano Terrill (un Jayhawker) gli aveva ucciso il figlio e la moglie.
Il colonnello James Montgomery è stato ritratto nel film del 1989 Glory - Uomini di gloria dove viene definito a real Jayhawker from Kansas (un vero Jayhawker del Kansas).
La Guardia costiera degli Stati Uniti ha deciso di chiamare Jayhawk l'elicottero HH-60J, impiegato per la ricerca e soccorso, il controllo delle attività illegali e le missioni di protezione dell'ambiente marino.